# Król, dama, walet
Król, dama, walet (ros. Король, дама, валет) – druga powieść Vladimira Nabokova. Napisana w języku rosyjskim. Opublikowana została w 1928 r. w Berlinie pod pseudonimem W. Sirin.
Powieść opowiada historię miłosnego trójkąta, a jej tytuł określa charakter jego uczestników – jednowymiarowych, banalnych i płaskich. Wskazuje też na grę, w jaką gra z bohaterami los.

## Powstanie i publikacja powieści
- lipiec 1927 – podczas wakacji w Binz na Rugii Nabokov wpadł na pomysł napisania nowej powieści.
- styczeń 1928 – pisarz rozpoczął pracę nad Królem, damą i waletem.
- lipiec 1928 – powstała ostateczna wersja utworu.
- wrzesień 1928 – powieść Król, dama, walet została opublikowana w Berlinie w emigracyjnym wydawnictwie "Słowo".
- 1930 – niemiecki przekład utworu (König, Dame, Bube, ein Spiel mit dem Schicksal), autorstwa Siegfrieda von Vegesacka ukazał się w odcinkach w czasopiśmie "Vossische Zeitung" i w formie książkowej w wydawnictwie Ullstein. Było to tłumaczenie autoryzowane. Honorarium za wydanie niemieckie pozwoliło Nabokovowi wyjechać na połów motyli w Pireneje.
- 1966 – 1967 – Nabokov pracował nad wprowadzeniem poprawek i zmian do przekładu angielskiego, którego dokonał jego syn, Dmitri Nabokov. Zmiany były bardzo istotne – dotyczyły charakterystyk postaci, stylu, przedstawienia tematów związanych z seksem. Prawie każda strona wydania anglojęzycznego jest różna od oryginału. Angielska wersja powieści nosi tytuł King, Queen, Knave.
- 1968 – powieść wyszła w Stanach Zjednoczonych (wydawnictwo McGraw-Hill Book Company) i Wielkiej Brytanii (wydawnictwo Weidenfeld and Nicolson)[2].
- 1994 – nakładem wydawnictwa "Marabut" opublikowane zostało pierwsze polskie wydanie powieści. Autorem przekładu jest Leszek Engelking.

## Treść powieści
Franz Bubendorf, młody człowiek z niewielkiego miasteczka, wyjeżdża do Berlina, żeby pracować na stoisku sportowym w domu towarowym swojego zamożnego wujka, kuzyna matki, którego nigdy wcześniej nie spotkał. W pociągu siedzi w tym samym przedziale, co Kurt Dreyer i jego żona Marta Dreyer. Franz jest oczarowany urodą Marty. Kiedy, już w Berlinie, udaje się do swojego wuja w sprawie zatrudnienia, orientuje się, że wuj i jego żona są ludźmi spotkanymi w pociągu. Marta podoba mu się coraz bardziej. Wkrótce nawiązuje z nią romans. Związek ten sprawia, że Marta coraz bardziej brzydzi się swoim mężem, a Franz stopniowo traci własną wolę i umiejętność decydowania, poddając się coraz silniej wpływowi kochanki.
Wraz z rozwojem romansu Marta coraz częściej myśli o pozbyciu się męża. Franz tymczasem stopniowo traci zainteresowanie kochanką, a seks z nią zaczyna być dla niego uciążliwym obowiązkiem. Niemniej jednak przystaje na tworzony przez nią plan. Plan ten ma urzeczywistnić się podczas wakacji, które cała trójka ma spędzić nad morzem. Tam miała zamiar zabrać nieumiejącego pływać Dreyera na wycieczkę łódką i utopić go. Plan jednak zawodzi, kiedy, podczas wycieczki, Marta dowiaduje się, że Dreyer jest o krok od sfinalizowania intratnej umowy handlowej – pod wpływem tej informacji postanawia zrezygnować z zaplanowanego morderstwa.
Zimno i deszcz na łódce sprawiają, że Marta dostaje zapalenia płuc. Umiera, ku wielkiej rozpaczy Dreyera, który nigdy nie dowiedział się o jej romansie i planowanym morderstwie. Dla Franza śmierć niechcianej kochanki oznacza przede wszystkim wolność i ulgę.
Ważną postacią w powieści jest także Wynalazca, który tworzy manekiny-roboty – "automatony". Jego badania są finansowane przez Dreyera, który ma nadzieję sprzedać wynalazek amerykaninowi, Ritterowi i znacznie się na tym wzbogacić. Wynalazca ma pokazać trzy manekiny (dwóch mężczyzn i jedną kobietę), jednak tylko dwa automaty są obecne na przygotowanym dla Rittera pokazie (kobieta i jeden mężczyzna). Kobieta automaton ulega zniszczeniu.

## Aluzje literackie

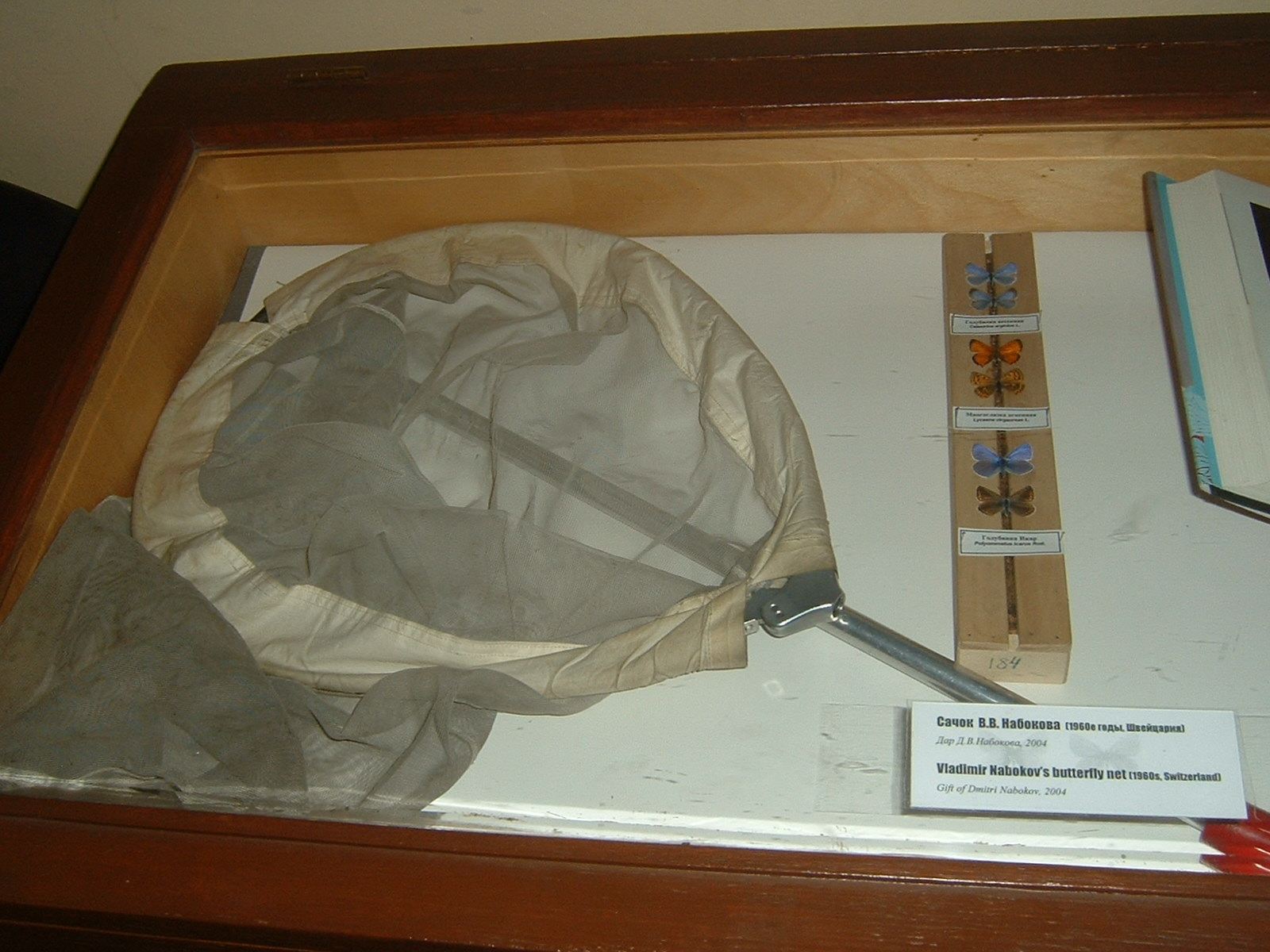
Siatka na motyle należąca do Nabokova pojawiła się jako jego atrybut w powieści

Utwór nawiązuje kilkakrotnie do powieści Gustawa Flauberta Pani Bovary, również poruszającej temat zdrady małżeńskiej. Według Maurice'a Couturier Król, dama, walet może być nawet uznany za parodię dzieła Flauberta.
Ukryte w tekście aluzje do Pani Bovary :
- Marta nie odczuwała wyrzutów sumienia z powodu zdrady ponieważ nie była ani Emmą, ani Anną[4]. Emma to imię bohaterki Flauberta. Imię "Anna" wskazuje z kolei na Annę Kareninę, tytułową bohaterkę powieści Lwa Tołstoja, również zaangażowaną w pozamałżeński romans.
- kiedy Marta, Dreyer i Franz udają się do variétés orkiestra gra potpourri z Łucji z Lamermoor. W Pani Bovary ten utwór gra tuż przed pojawieniem się Leona, przyszłego kochanka Emmy Bovary.
- U Franza Marta nosi pantofle z czerwonymi pomponami, bo życie nie tak rzadko naśladuje fikcję francuskich powieściopisarzy[5] – podobne pantofle znajdują się w mieszkaniu, w którym spotykają się Leon i Emma w powieści Flauberta[3].

### Nabokov jako postać w powieści
Autor i jego żona, Vera, pojawiają się w powieści jako dwoje gości w nadmorskim kurorcie. Sam Nabokov pisze o tym w Przedmowie do wydania angielskiego: w ostatnich dwu rozdziałach pojawiamy się ja i moja żona, ale jedynie dla dokonania inspekcji.
- Marta spotyka ich w kawiarni, interesują ją jako para cudzoziemców. Bohaterka powieści widzi ich w ten sposób:[7]

(...)dziewczyna na próżno próbowała przyciągnąć uwagę kawiarnianego kota (...) Jej opalony towarzysz palił papierosa i uśmiechał się. Jakim językiem mówili? Polskim? Estońskim? Obok nich opierała się o ścianę swego rodzaju siatka: osadzony na pierścieniu woreczek z bladoniebieskiego welonu, przymocowany do kija z jasnego metalu.
– Poławiacze krewetek – powiedziała Marta (...)
– Motyle – unosząc palec wskazujący (..) poprawił Dreyer(...)
– Chodźmy – powiedziała Marta – Ci aroganccy cudzoziemcy przyglądają ci się(...)

Język, którego Marta nie potrafi zidentyfikować to język rosyjski, natomiast siatka na motyle jest atrybutem Nabokova, którego pasją było łowienie motyli
- Franz widzi ich na potańcówce:[9]

(...)Niebieska cudzoziemka tańczyła z wyjątkowo przystojnym mężczyzną w staroświeckim smokingu. Franz już dawno zauważył tę parę; migali mu (...) to na plaży, to w kawiarni, to na promenadzie. Mężczyzna miał czasem siatkę na motyle. Dziewczyna miała delikatnie umalowane usta i tkliwe szaroniebieskie oczy i jej narzeczony albo mąż – smukły, elegancko łysiejący, wszystko prócz niej traktujący pogardliwie – patrzył na nią z dumą. I Franz zaczął zazdrościć tej parze – tak bardzo, że jego udręka i gorycz niestety przybrały na sile (...) Przeszli obok niego. Głośno rozmawiali. Mówili całkiem niezrozumiałym językiem.(...)

- Franz mija ich, kiedy idzie do apteki po lekarstwo dla Marty:[10]

(...)Oboje byli w płaszczach kąpielowych, szli szybko, szybko rozmawiając w swoim tajemniczym języku. Zdawało mu się, że spojrzeli na niego i na chwilę umilkli. Minąwszy go, znowu zaczęli rozmawiać. Miał wrażenie, że mówią o nim, a nawet wymieniają jego nazwisko. Zbiło go to z tropu i rozzłościło, że ten cholerny szczęśliwy cudzoziemiec, który ze swoją opaloną, bladowłosą, uroczą towarzyszką śpieszy na plażę, wie absolutnie wszystko o jego kłopotach i być może lituje się, podśmiewając się trochę (...)

- Dreyer, poszukując zabawnych nazwisk na liście gości hotelowych, natyka się na nazwisko "Blavdak Vinomori", które jest anagramem imienia i nazwiska "Vladimir Nabokov"[3].